# Mława (gmina)
Mława (od 1973 Wieczfnia Kościelna) – dawna gmina wiejska istniejąca do 1954 roku w woj. warszawskim. Nazwa gminy pochodzi od miasta Mławy (stanowiącej odrębną gminę miejską), lecz siedzibą władz gminy była Wieczfnia (Kościelna).
W okresie międzywojennym gmina Mława należała do powiatu mławskiego w woj. warszawskim. Obok gminy Szczeczpkowo, gmina Mława była jedyną gminą powiatu mławskiego przy granicy pruskiej. Po wojnie gmina zachowała przynależność administracyjną. Według stanu z 1 lipca 1952 roku gmina składała się z 22 gromad.
Gminę zniesiono 29 września 1954 roku wraz z reformą wprowadzającą gromady w miejsce gmin. Jednostki nie przywrócono 1 stycznia 1973 roku po reaktywowaniu gmin, utworzono natomiast jej terytorialny odpowiednik, gminę Wieczfnia Kościelna.